# British Standard (motorfiets)
British Standard is een Brits historisch merk van motorfietsen.
De bedrijfsnaam was: British-Standard Motors, Aston, later Newton Row, Birmingham.
Onmiddellijk na de Eerste Wereldoorlog ontstonden in het Verenigd Koninkrijk veel bedrijven die insprongen op de vraag naar goedkope vervoermiddelen. De motorfietsindustrie had vijf jaar stilgelegen vanwege de materiaaltekorten, maar in 1919 mocht ze weer opgestart worden. In dat jaar presenteerde British Standard een tamelijk eenvoudige motorfiets, voorzien van de in die tijd al zeer populaire 269cc-Villiers-tweetaktmotor en met riemaandrijving. In de volgende jaren produceerde men allerlei modellen van 147- tot 548 cc met motoren van Villiers, TD Cross, JAP, Bradshaw en Blackburne. Hoewel er hier en daar moderniseringen plaatsvonden (versnellingsbakken en kettingaandrijving) en er in 1921 zelfs verhuisd moest worden om het bedrijf uit te breiden, waren er in 1924 nog maar vier modellen leverbaar. In 1925 gingen de laatste dertig 348cc-Blackburne British Standards in de uitverkoop en eindigde de productie.